# 三州瓦

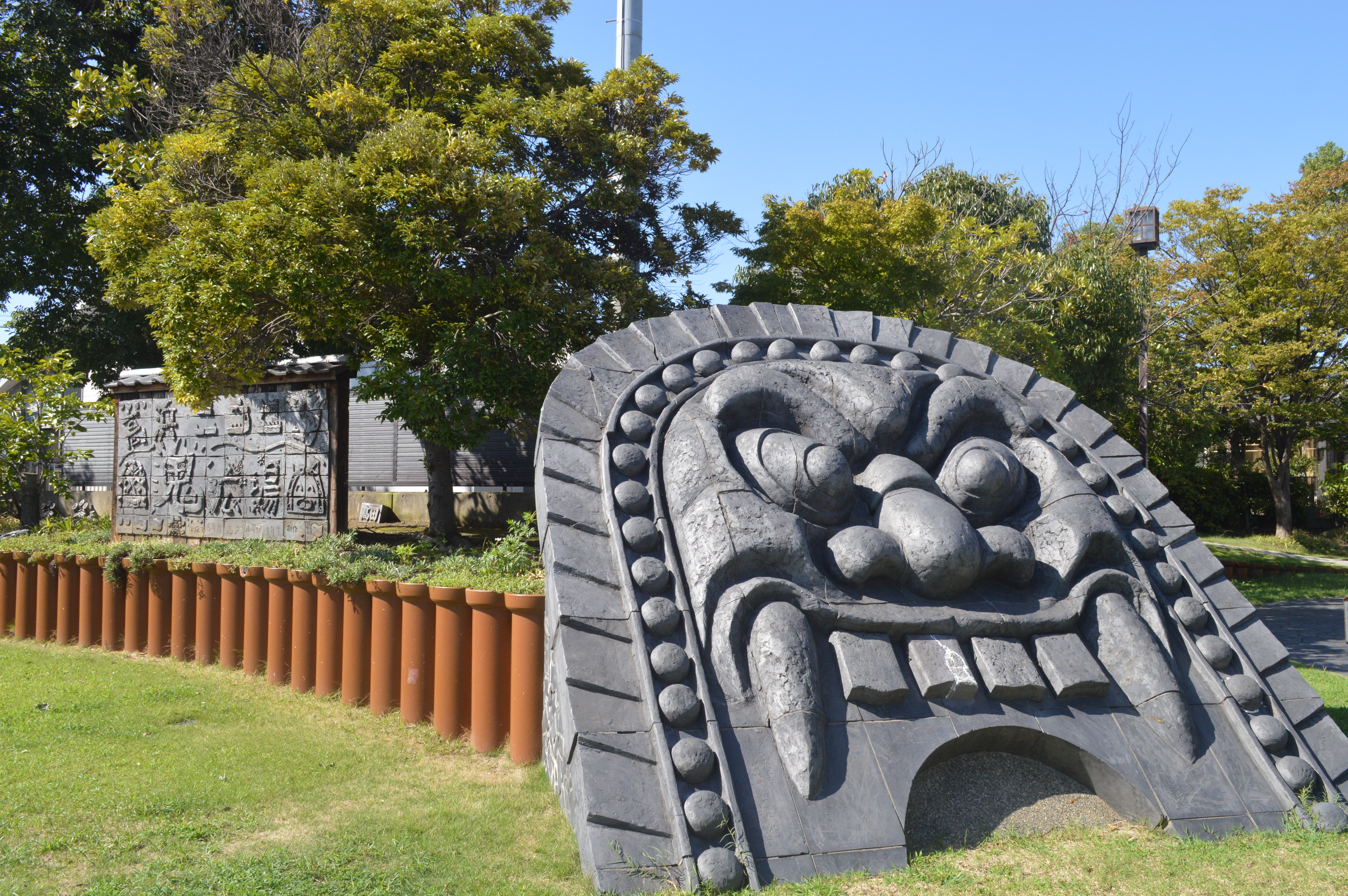
高浜ニコニコ鬼広場の巨大鬼瓦

三州瓦（さんしゅうがわら）は、愛知県（旧・三河国）で生産されている粘土瓦。石州瓦、淡路瓦と並ぶ「日本三大瓦」の一つ。
現在は西三河が生産の中心となっているが、20世紀半ばまでは東三河でも生産が盛んであった。三州瓦の日本国内シェアはトップであり、日本の年間瓦生産総数の約60%を占めている。愛知県陶器瓦工業組合に加盟している企業、三州瓦工業協同組合に加盟している企業を合わせると、約100社が三州瓦を製造している。鬼瓦を製作する瓦職人を鬼師と呼び、2021年（令和3年）時点で全国に70人から80人の鬼師がいるとされるが、うち約50人は三州瓦の製造地域を拠点としている。

## 歴史

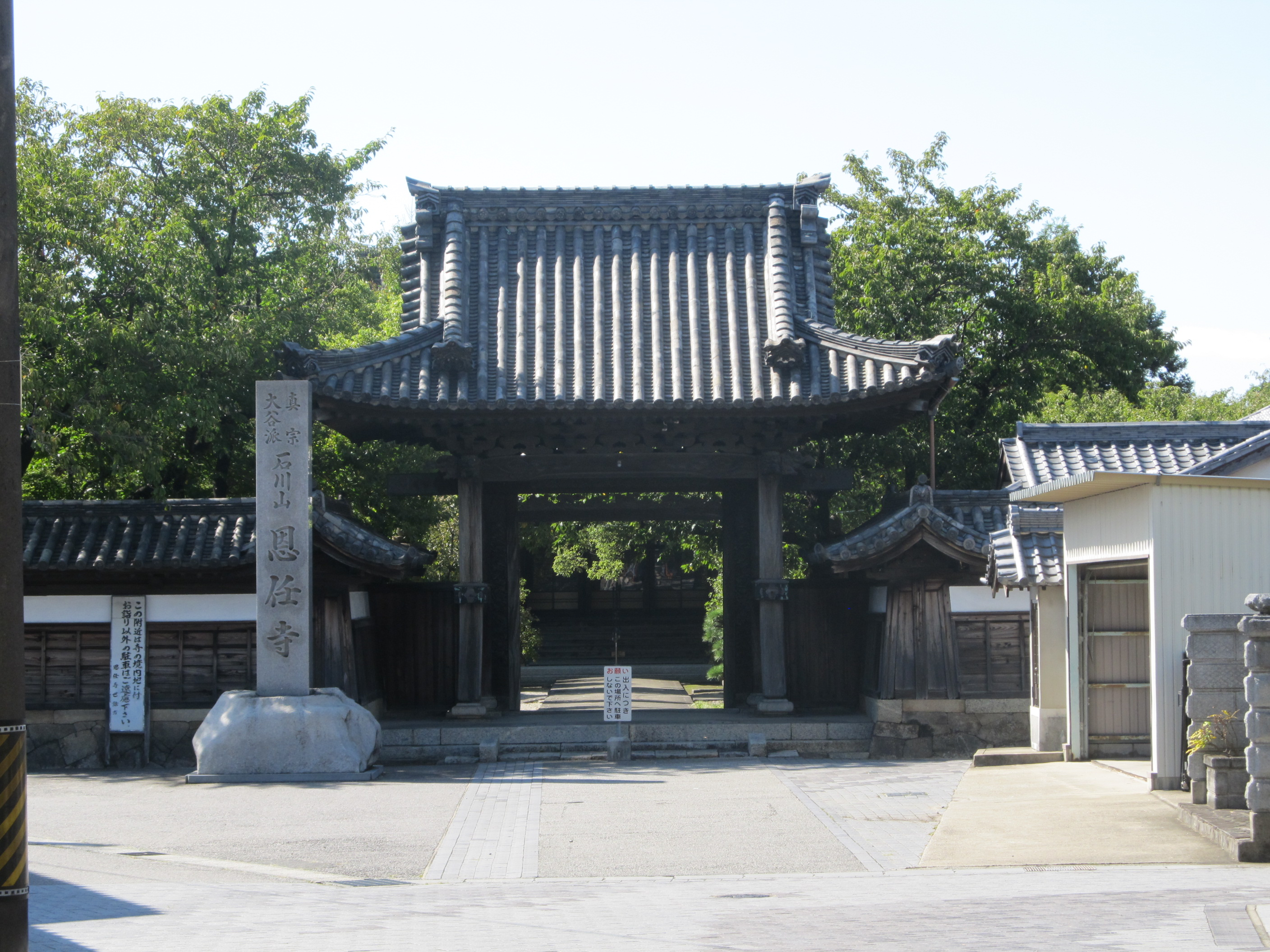
三州瓦を用いている恩任寺

三河国では矢作川流域や渥美半島で窯跡が見られ、発掘調査によって奈良時代から平安時代には当地で壺や皿とともに瓦が焼かれていた事が判明している。鎌倉時代に入ると、伊良湖岬で焼かれた瓦が備前国万富で焼かれた瓦とともに、建久2年（1191年）に再建された東大寺の大仏殿など諸伽藍に使われた。
室町時代に入ると築城が活発になり、三河国内の城の瓦が生産された。江戸時代には、江戸で使う瓦を生産する者が西三河に現れ、衣浦湾から船で瓦が出荷されている。一方、東三河では吉田藩内に寛文4年（1664年）に新たな町が開発され、瓦町（または河原町）という名前通りに瓦の生産が行われるようになった。藩内では瓦師の株仲間が結成され、当時の鬼瓦が現・浜松市中央区雄踏付近まで出荷されていた。
明治時代になると一般の民家にも瓦葺きの屋根が用いられるようになっていき、瓦の需要が急増した。なお、1874年（明治7年）の碧海郡高浜村における調査では、瓦製造者のほとんどが農家の副業として従事していたという。高浜市や碧南市を中心に、瓦業者の数は1909年（明治42年）には約350にも達している。いぶし瓦に加え、大正時代にはスペイン瓦をベースにしたS字型の瓦も生産されるようになり、昭和に入ると強度や耐寒性を改良した塩焼瓦も登場した。1947年（昭和22年）には真空土練機が導入され、原料粘土の均質性が高まった。
1951年（昭和26年）に初めてトンネル窯が導入されると生産性は大きく向上し、釉薬瓦も生産できるようになって1963年（昭和38年）に生産量のピークを迎えた。当時は国道1号が瓦業者の窯の煙で前が見えにくくなるほどであったという。良質の三河粘土が産出され、東日本の需要地に近いという利点もあって、全国の瓦に占める三州瓦のシェアは1965年（昭和40年）の24.5%から1980年（昭和55年）には34.4%、1995年（平成7年）には47.9%まで上昇している。
1992年（平成4年）に函館市旧イギリス領事館が開館した際、改修工事には約2万枚の三州瓦が用いられた。1995年（平成7年）10月7日には高浜市やきものの里かわら美術館（現高浜市やきものの里かわら美術館・図書館）が開館した。同館は瓦を主題とする日本で唯一の美術館である。1996年（平成8年）以後には三州瓦や鬼瓦をテーマとする散策路として三州高浜鬼みちが整備された。2006年（平成18年）には、三州瓦が地域団体商標として認定された。

## 原料粘土

焼成前の成形途中の鬼瓦

現代の三州瓦の中心産地である高浜市や碧南市は、矢作川の三角州の末端に位置する。矢作川の上流には花崗岩によって形成される三河高原があり、そこからカオリナイトを主体とする粘土鉱物が流下して下流に堆積している。このため、岡崎平野の南西部では高台や低地を問わず、田園の表土の下に陶磁器原料として適した粘土が豊富に存在している。
日本国内の他の瓦産地の粘土と比較すると、西三河の粘土はきめが細かく、高品位なものではカオリンが31%と含有比率が高い事が特徴で、これらが「三州瓦は肌がきれいである」という評価の基になっている。一方で、1990年代には三州瓦の生産量が年間7億5,000万枚にも達し、原料粘土は年間230 - 250万トンが使用されている。岡崎平野の都市化が進んだ事もあって、一帯で採掘できる三河粘土は1975年（昭和50年）の年間90万トンから1999年（平成11年）には50 - 60万トンまで減少し、需要の25%程度しか満たすことができなくなった。
このため粘土供給源の拡大が図られ、みよし市周辺の丘陵地からは年間120万トン程度の硫化物を含む粘土を採掘し、野積みして硫化物を酸化させて使用している。また、瀬戸市から豊田市にかけての地域では、珪砂や耐火粘土を採掘するとともに、表層の砂礫を水洗して砂利を分離した際に得られる水簸粘土を回収しており、これが年間60万トンに達する。原料粘土の不足を補うため、不良品を粉砕して瓦原料としてリサイクルする取り組みも行われている。

## 種別

### いぶし瓦
明治時代に主に作られていた瓦。1953年（昭和28年）までは最も生産量が多かった。焼成の最終段階で多量の炭素を発生させて銀灰色にする。吸水率が30 - 15%とやや高く、山陰地方や北陸地方などでは冬季に凍結して割れる事があった。

### 塩焼瓦
赤瓦とも呼ばれる。三河粘土は酸化アルミニウムを約25%とやや多く含み、塩を釉薬に用いると反応して赤褐色のガラス状のケイ酸ナトリウムの皮膜を形成する。常滑市の伊奈製陶所（現・INAX）で開発された土管を参考に、1929年（昭和4年）に開発された。これが大正時代のモダニズムなどと合致し、日本国内の市場で広く受容された。釉薬瓦と比べて色彩は単調であるが、低コストという利点があった。

### 釉薬瓦
1917年（大正6年）にフレンチ瓦が開発され、後の平板なF型の原型となった。20世紀前半には、豊田紡織など日本企業がアジア各国に設けた事業所にも輸出されている。また1927年（昭和2年）の第一銀行クラブの発注を契機に、緑色のスパニッシュ瓦が開発された。これをベースにS型瓦も開発された。トンネル窯の導入とともに、1960年代以降に生産量が急増した。

## ギャラリー

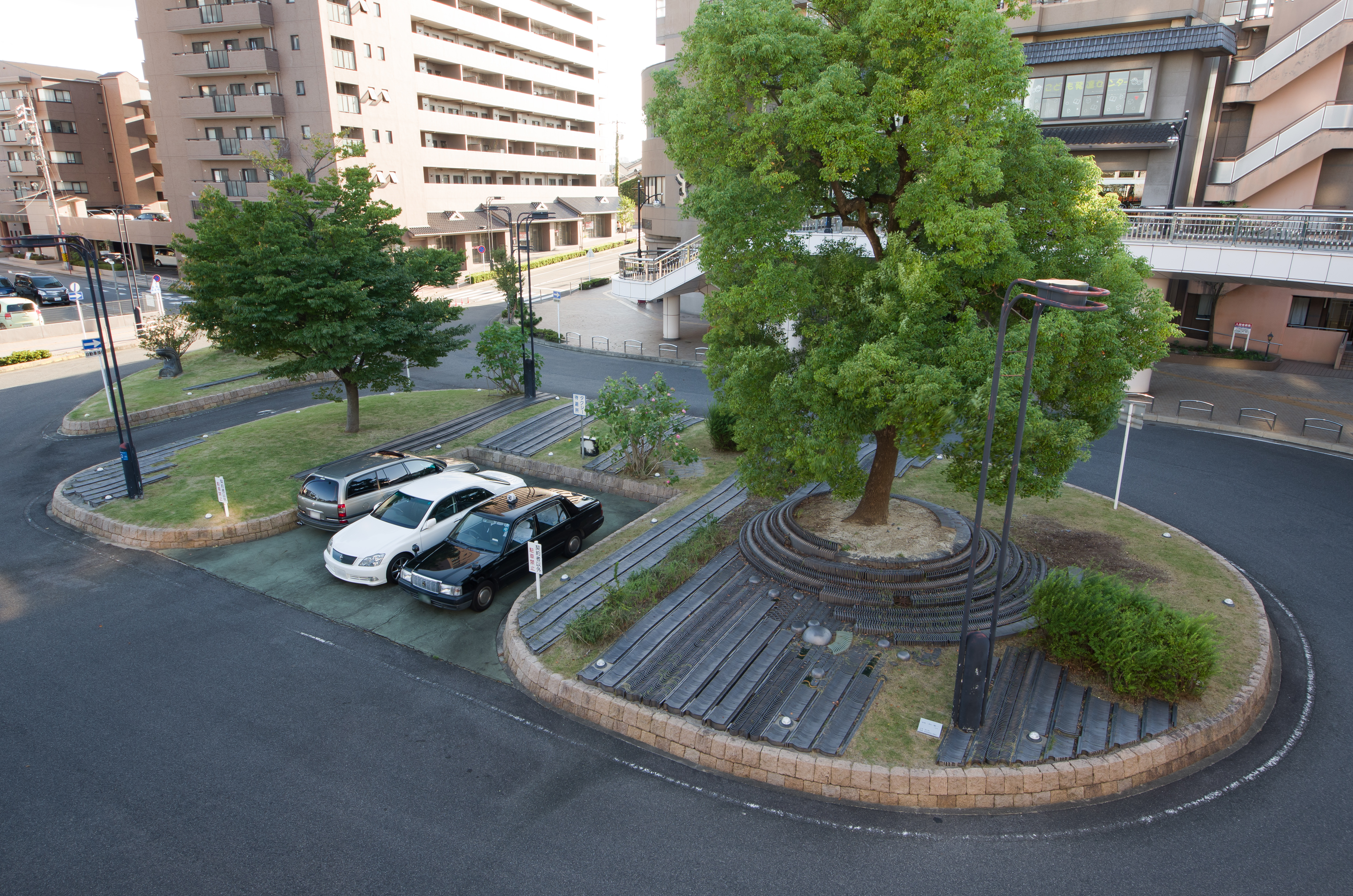
三河高浜駅駅前の三州瓦を用いたモニュメント
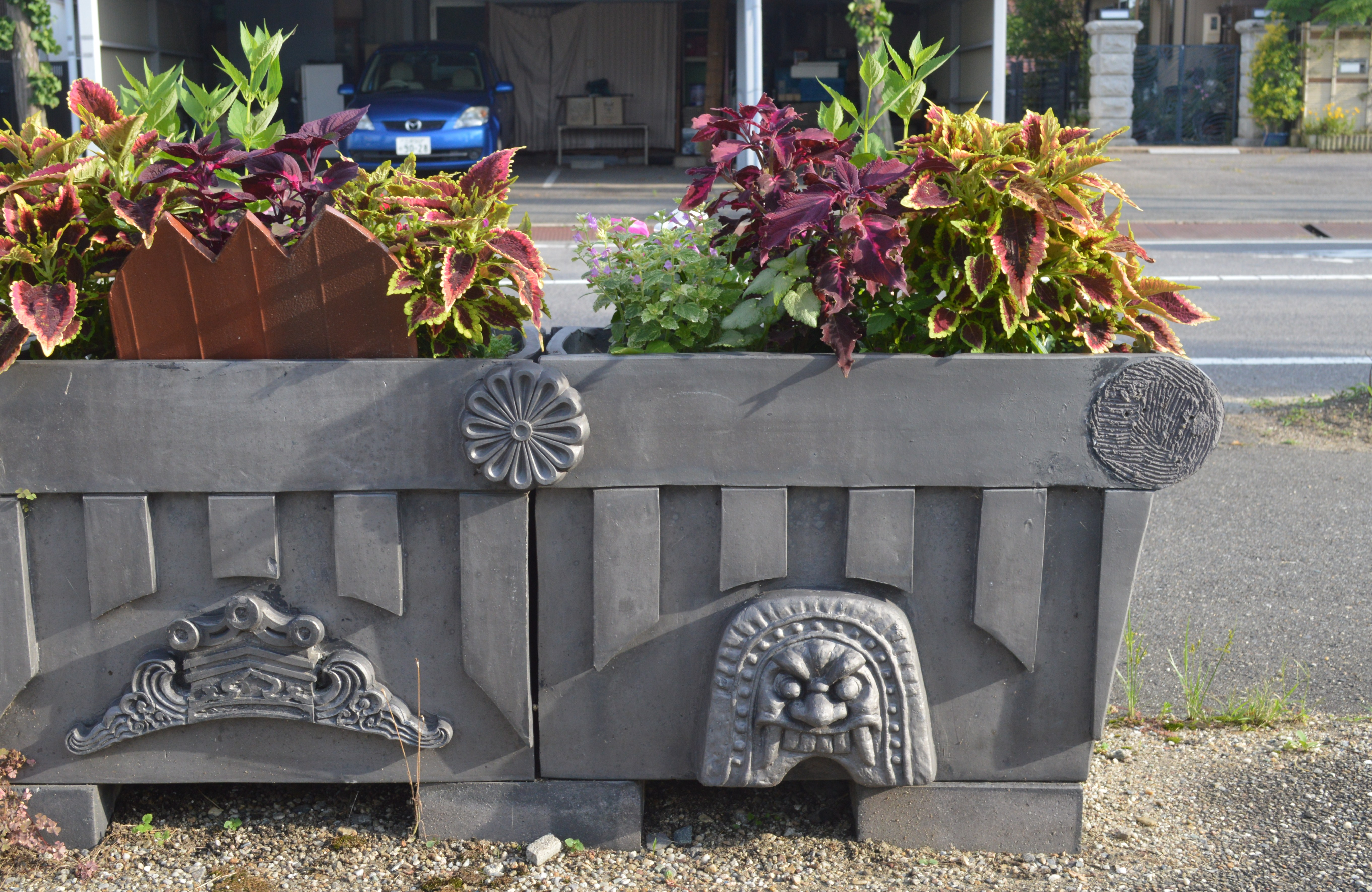
高浜港駅駅前の高浜ニコニコ鬼広場
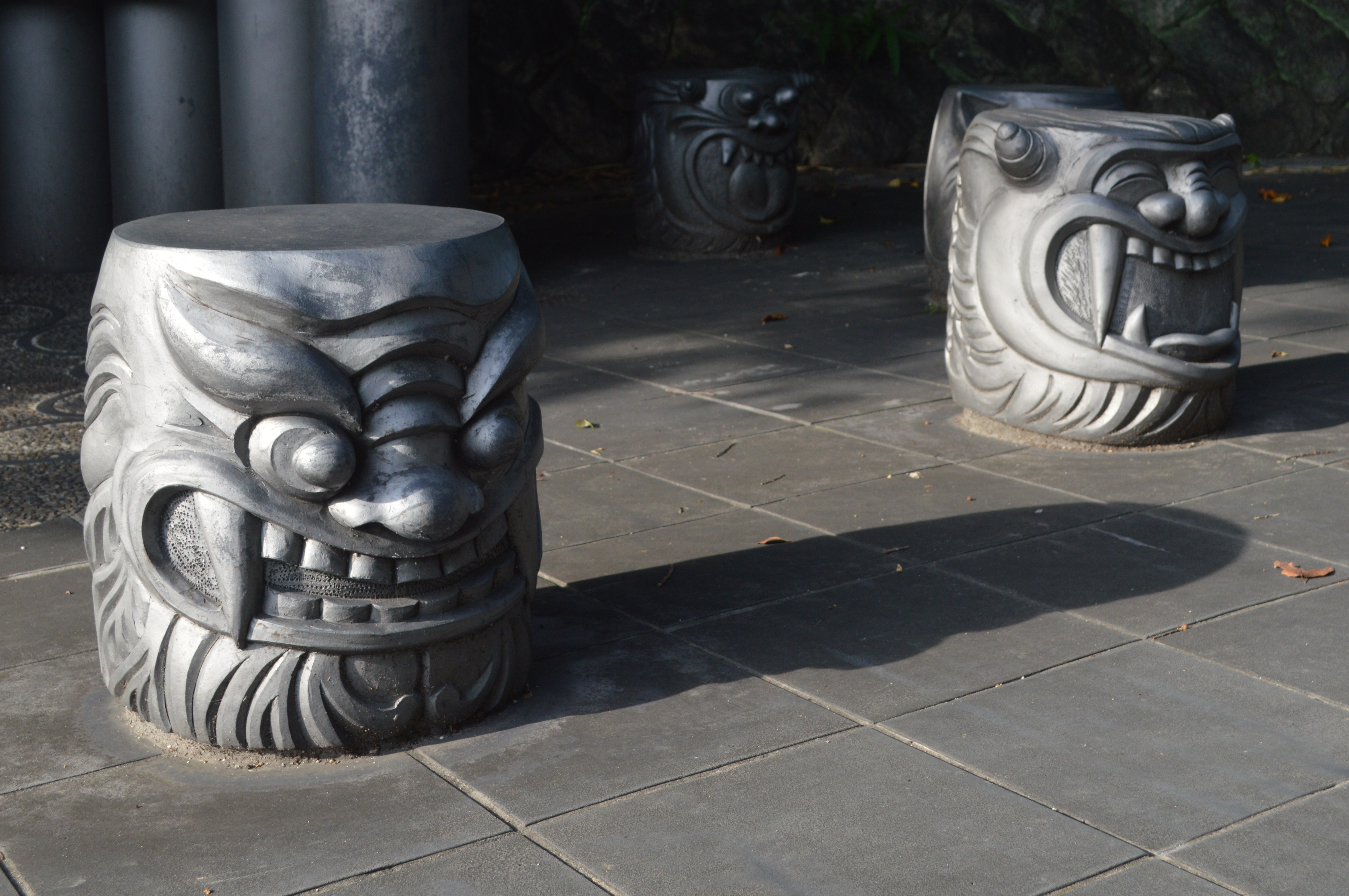
鬼パーク
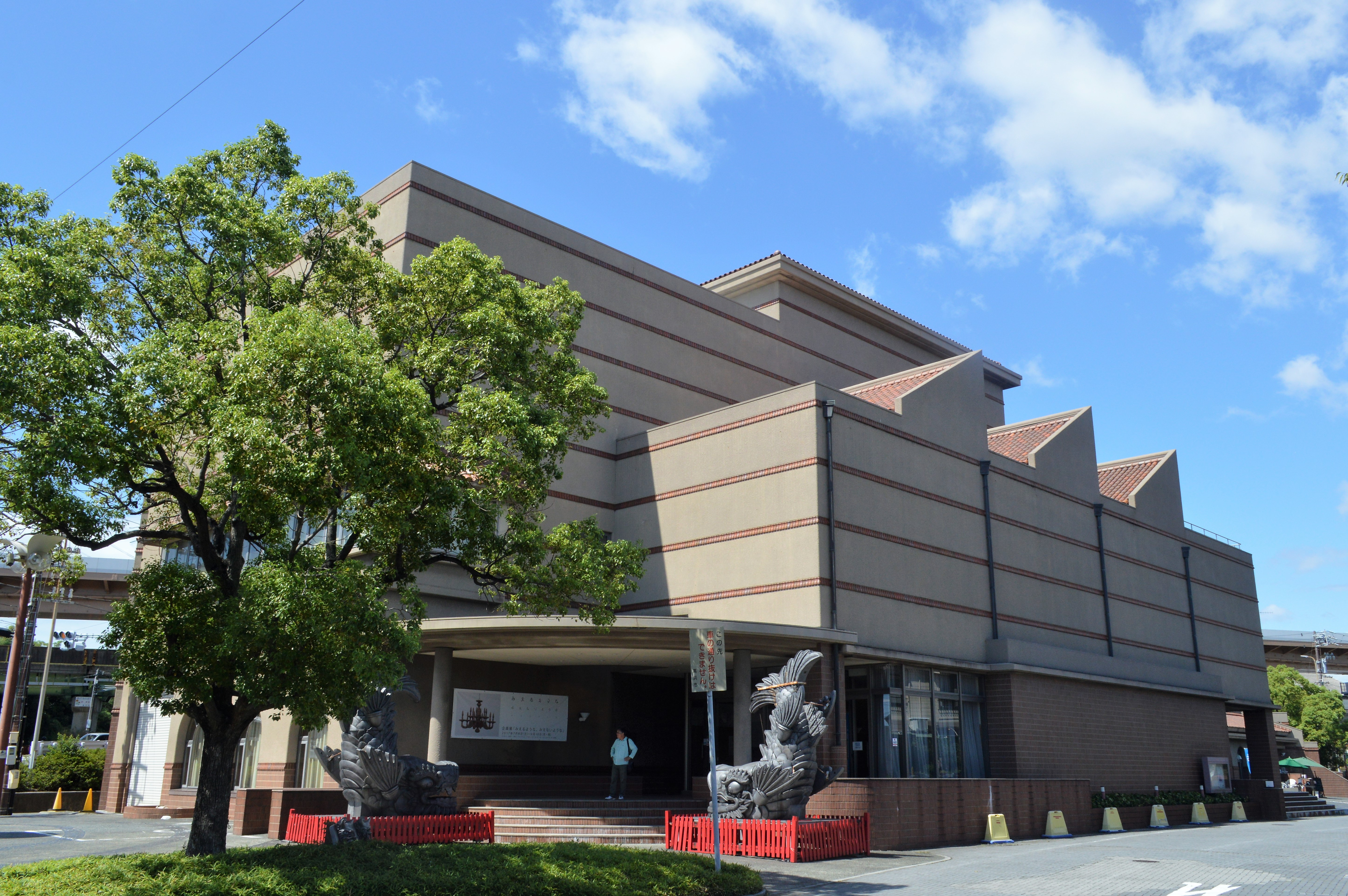
高浜市やきものの里かわら美術館・図書館

## 関連人物
- 永坂杢兵衛 - 名跡。瓦職人（鬼師）。
- 山本吉兵衛（1830年～1904年） - 瓦職人（鬼師）。
- 神谷源之助（1853年～1929年） - 三河土管の生みの親。